# اپروتیروم
اپروتیروم (انگلیسی: Eprotirome) یک داروی مقلد تیروئید است که برای درمان دیس‌لیپیدمی مورد بررسی قرار گرفته است. پس از مشخص شدن اثرات منفی دارو بر غضروف سگ‌ها، آزمایش فاز III در انسان متوقف شد.